# Santiago Amoltepec
Santiago Amoltepec es una localidad del estado mexicano de Oaxaca. Es cabecera del municipio de Santiago Amoltepec.

## Demografía
| Censo | Población |
| ----- | --------- |
| 1900  | 1718      |
| 1910  | 1923      |
| 1921  | 926       |
| 1930  | 705       |
| 1940  | 502       |
| 1950  | 494       |
| 1960  | 253       |
| 1970  | 453       |
| 1980  | 403       |
| 1990  | 577       |
| 1995  | 751       |
| 2000  | 843       |
| 2005  | 1055      |
| 2010  | 1263      |
| 2020  | 1444      |